# Droit suédois
Le droit suédois est un droit de tradition civiliste appliqué en Suède. Il s'agit, plus spécifiquement, d'un droit d'origine nordique, sous-branche du droit germanique.

## Sources du droit

### Constitution
L'article 3 du chapitre I de la Constitution dispose que celle-ci, la loi sur la succession au trône, la loi sur la liberté de la presse et la loi fondamentale sur la liberté d'expression sont les lois fondamentales du Royaume.

### Traités internationaux
La participation de la Suède à la Communauté internationale est régie par le chapitre X de la Constitution.
L'article 23 du chapitre II de la Constitution dispose qu'« aucune loi ou autre norme ne peut être adoptée en contradiction avec les engagements de la Suède relatifs à la Convention européenne de sauvegarde des droits de l'Homme et des libertés fondamentales ».

### Droit de l'Union européenne
Les deux premières phrases de l'article 5 du chapitre X de la Constitution régissent la participation de la Suède à l'Union européenne :

« Le Riksdag peut transférer à l'Union européenne son pouvoir de décision dans la mesure où cela n'affecte pas les principes de la Constitution. Ce transfert suppose que la protection des droits et des libertés dans le champ de la coopération qui est concerné par ce transfert correspond  à celle qui est donnée par cette Constitution et par la Convention européenne de sauvegarde des droits de l'homme et des libertés fondamentales. […] »

### Législation
Le fonctionnement et les compétences du Riksdag en matière législative sont prévus par le chapitre IV de la Constitution.

## Organisation juridictionnelle
En droit commun, la plus haute juridiction suédoise est la Cour suprême (Högsta domstolen). En matière administrative, la Cour administrative suprême (Regeringsrätten) est la plus haute juridiction.

## Sources
- (sv) Cet article est partiellement ou en totalité issu de l’article de Wikipédia en suédois intitulé « Svensk rätt » (voir la liste des auteurs).

## Compléments